# 議會大廈 (阿得雷德)

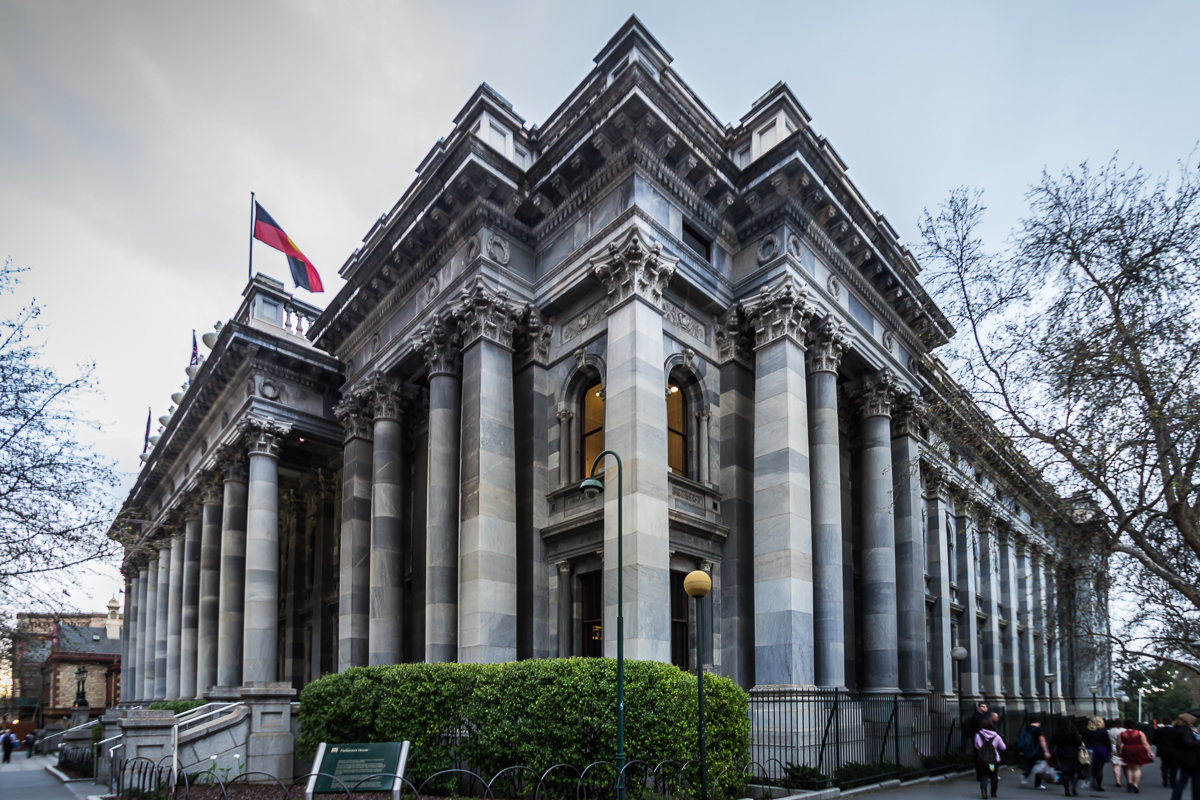
議會大廈

議會大廈（Parliament House）是位於澳洲南澳洲首府阿德雷德市中心北平台（North Terrace）的一座建築，也是南澳洲議會的辦公地點。由於財政問題，現在的議會大廈建築修建時間長達65年（從1874年至1939年）。

## 外部連結
- Parliament of South Australia （页面存档备份，存于）

34°55′16″S 138°35′55″E / 34.921096°S 138.598554°E